# Palais Colloredo

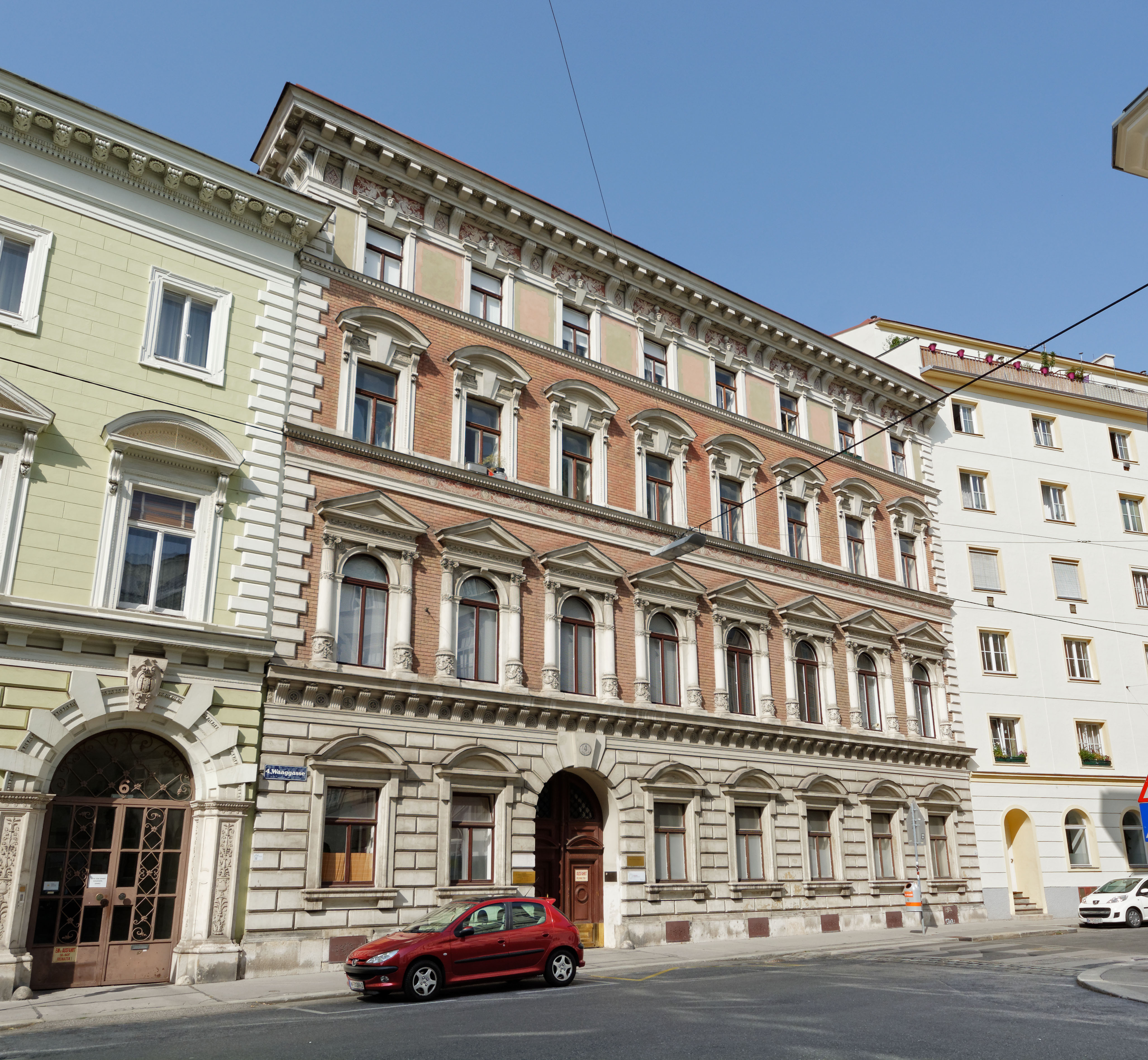
Palais Colloredo – Front zur Waaggasse

Das Palais Colloredo befindet sich im 4. Wiener Gemeindebezirk Wieden, Waaggasse 4.

## Geschichte
Das Gartenpalais mit zur heutigen Waaggasse gerichtetem Ehrenhof, wurde vermutlich 1697 von einem unbekannten Baumeister für das Fürstengeschlecht Colloredo erbaut und 1820 von Adam Hildwein klassizistisch verändert. 1874 wurde der Ehrenhof durch einen historistischen Straßentrakt, errichtet von Theodor Hoppe abgeschlossen und zu einem Innenhof umgestaltet.

## Beschreibung

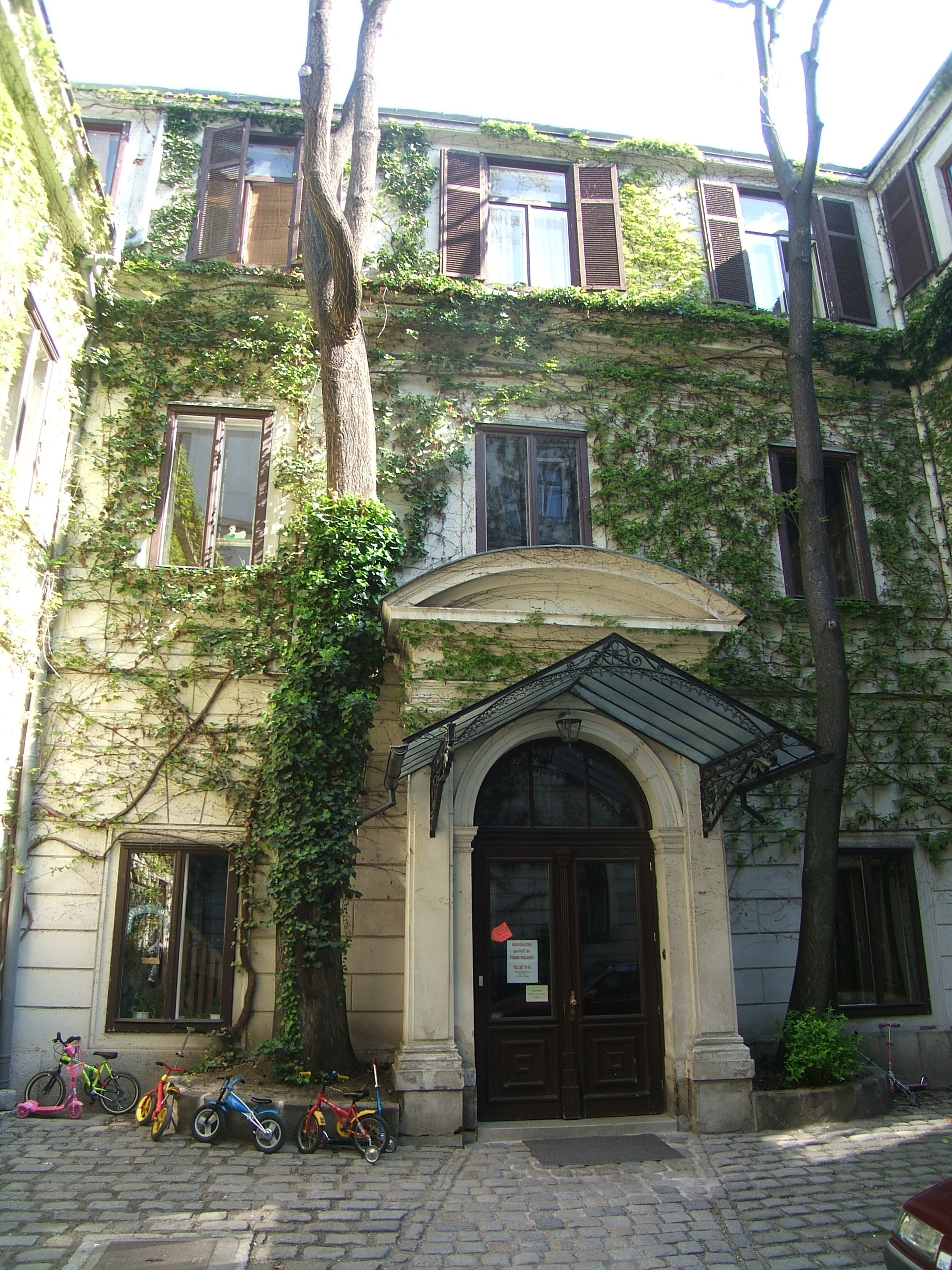
Palais Colloredo – Innenhofansicht

Die strenghistoristische Fassade zur Waaggasse ist im Stile der römischen Hochrenaissance gestaltet. Über einer Sockelzone aus Quadersteinen und Fenstern mit Segmentgiebelverdachung erhebt sich eine Oberzone aus Sichtziegelmauerwerk. Die korinthischen Ädikulafenster der Beletage sind mir Dreiecksgiebel überdacht während die Fenster im dritten Geschoß wieder Segmentgiebelverdachungen mit geschichteten Keilsteinen aufweisen. Das Attikageschoß, unter einem tiefen Konsolgesims, weist eine flache, gerade Fensterverdachung mit Maskenkeilsteinen auf.
Das ursprüngliche Palais mit gequaderter Fassade umschließt den Innenhof an drei Seiten. Ein zentraler Ädikulavorbau mit Segementgiebelverdachung und Rundbogenportal setzt den einzigen Akzent in der von Blattwerk überwucherten Fassade. Die Front zum Garten, der heute von einem Kindergarten genutzt wird, ist durch einen 3-achsigen Mittelrisalit gegliedert.